# Prisca Bustamante
Prisca Bustamante (Lima, 10 de marzo de 1964) es una actriz de teatro y televisión, peruana-ecuatoriana, que ha trabajado para diversas producciones televisivas de Ecuador, como Tal para cual de Ecuavisa o Departamento 69 de Canal Uno junto a Azucena Mora.

## Biografía

### Primeros años
Prisca Bustamante nació en Lima, Perú. Luego de graduarse del colegio a la edad de 16 años, trabajó como vendedora de ropa en un almacén del sector de Miraflores, en Lima, durante un mes, también fue impulsora de ventas para cursos de inglés, y en su estadía de intercambio por Alemania, trabajó cuidando niños.
Llegó a Ecuador en visita de una amiga, pero se quedó a vivir en el país luego que le encantará, sin embargo su amiga regresó a Perú tiempo después.

### Teatro
En un principio su amiga le presentó a Marina Salvarezza, actriz de teatro y televisión italiana radicada en Ecuador, quien le dio a Bustamante su primer papel en el teatro, en la obra La casa de Bernarda Alba.
En 1987 fue parte de la obra El espíritu burlón de Noel Coward, junto a Martha Ontaneda, Marina Salvarezza, Jaime Roca, Julio César Andrade y María del Carmen Montesdeoca.
En junio de 1989 fue parte de la obra cómica de teatro moderno francés Las Cuatro Verdades de Marcel Aymé, junto a Elba Alcandré, Julio César Andrade, Antonio Aguirre, Marcelo Gálvez y Marina Salvarezza, en el Teatro Centro de Arte.
En 2012 formó junto a Martha Ontaneda, Estela Álvarez y Mélida Villavicencio, parte del elenco de Las González del argentino Hugo Saccoccia, una obra de teatro que trata de la sexualidad y el deseo de las mujeres mayores, dirigida por Andrés Garzón.
En 2013 interpretó a María Callas, en la obra Master Class del dramaturgo estadounidense Terrence McNally, bajo la dirección de Eduardo Muñoa.
En marzo de 2017, Bustamante junto a Belén Idrovo presentan la obra El santo prepucio de los españoles Chascas y Quintanilla, en el local de Pop Up Teatro - Café ubicado en Urdesa Central sin ningún problema, sin embargo, a inicios de 2018 fue anunciada la misma obra para el local de Samborondón, trayendo consigo la negativa de un grupo de fieles de la iglesia católica que llegaron el 11 de enero de 2018 al local junto con policías y autoridades del Municipio de Samborondón en protesta contra la obra para que el local sea clausurado, hecho que se efectuó con el argumento de que el local no contaba con los permisos de funcionamiento de teatro si no más bien de café. Bustamante indicó que la obra no pretendía burlarse de la iglesia y aclaró que la historia trata de dos monjas que se encuentran con 100 monjas más sin comida en un convento, donde la madre superiora busca la solución en una reliquia llamada el Santo prepucio. Luego que se aclarara que el teatro contaba con los permisos correspondientes, la obra se estrenó sin problema.

### Televisión
Ingresó por primera vez en televisión, con un papel en la telenovela Valeria. Tiempo después se encargó de escribir los guiones del programa conducido por Xavier Pimentel, Control remoto.
Obtuvo su primer protagónico en la serie Tal para cual de Ecuavisa, como Doña Bacha, junto a Mimo Cava como su esposo Bolo, Azucena Mora como su empleada doméstica Petronila Pacheco "Petita" y Lucía Vargas como la Perol Pilas. Posteriormente, protagoniza la serie Dejémonos de vainas junto a Gonzalo Samper, Marco Ponce, Mabel Cabrera, Santiago Naranjo, Martha Ormaza, entre otros.
En 1998 durante la época en que Sí TV apostó por producciones nacionales, formó parte de la serie cómica La PPG junto a un elenco de destacados actores como, Amparo Guillén, Miriam Murillo, Azucena Mora, Lucho Aguirre y Giovanni Dávila.
Protagonizó la serie de comedia Departamento 69 de Canal Uno, junto a Azucena Mora y Amparo Guillén.
En 2008 se une a TC Televisión y forma parte de la comedia El Gabinete, junto a Santiago Naranjo y Sharon la Hechicera. Fue parte de la serie Corazón contento y las telenovelas El Garañón del millón y Fanatikda.
En 2017 fue presentada junto a Nikki Mackliff como parte del elenco de la telenovela Lo Que Está Pa’ Ti de GamaTV, sin embargo, al día siguiente después de haber tenido una lectura del libreto, fue citada al canal para ser despedida junto a Nikki por orden de un alto mando, causando el descontento de ambas en redes sociales y atribuyendo la causa a no ser simpatizantes de la ideología política del gobierno de Rafael Correa, ya que el canal fue incautado por el Estado.
También formó parte del elenco de 3 familias de Ecuavisa, como invitada en su primera temporada, y como personaje recurrente desde la segunda temporada, interpretando a Cástula de Galindo. Entre 2018 y 2019 forma parte del elenco de la bionovela Sharon la Hechicera de Ecuavisa.
En 2020 Interpreta por primera vez en su carrera a una villana en telenovela Antuca me enamora de TC Televisión.

### Radio
Condujo el programa radial Qué pasa junto a Mariela Viteri, en la frecuencia de radio Fuego 106.5 FM.

## Vida personal
Tiene un hijo llamado Pedro Andrés. Es activista por los animales y todos los años realiza un calendario a favor de las mascotas de la fundación Patitas.

## Filmografía

### Series y Telenovelas
| Año        | Título                | Notas                                 |
| ---------- | --------------------- | ------------------------------------- |
| 2021       | Casi Cuarentonas      | Concepción                            |
| 2021       | Juntos y revueltos    | Consuelo                              |
| 2020       | Antuca me enamora     | Dorotea Petersen de Andrade           |
| 2018-2019  | Sharon la Hechicera   | Cecilia de Corona                     |
| 2017-2018  | La Trinity            | La otra mujer de José Suárez          |
| 2014- 2019 | 3 familias            | Cástula Posligua de Galindo           |
| 2013       | ¡Así pasa!            | Doña Débora de Narváez (Mamá de Deby) |
| 2010       | Fanatikda             | Sol                                   |
| 2009       | Corazón contento      | Angustias                             |
| 2008       | El Garañón del Millón | Rosita                                |
| 2008       | El Gabinete           | La Pelu                               |
| 2006       | Departamento 69       | Protagonista                          |
| 2005-2006  | Amores que matan      | Reparto                               |
| 1999-2000  | Palabras al viento    | Reparto                               |
| 1998       | La PPG                | Protagonista                          |
| 1993-1994  | Ángel o Demonio       | Reparto                               |
| 1992-1993  | Isabela               | Reparto                               |
| 1991-1996  | Dejémonos de vainas   | Renata Hermelinda Villegas de Vargas  |
| 1991-1992  | Tal para cual         | Doña Bacha                            |
| 1991       | Una mujer             | Reparto                               |
| 1990- 1991 | Valeria               | Reparto                               |